# Курулга
Курулга́ (рос. Курулга) — село у складі Акшинського району Забайкальського краю, Росія. Адміністративний центр та єдиний населений пункт Курулгинського сільського поселення.

## Населення
Населення — 383 особи (2010; 370 у 2002).
Національний склад (станом на 2002 рік):
- буряти — 48 %
- росіяни — 45 %